# 寺田瀧雄
寺田 瀧雄（てらた たきお、1931年4月25日 - 2000年7月30日）は、日本の作曲家。宝塚歌劇団専属として活躍した。
数多くの名旋律で舞台を彩り、20世紀後半の宝塚歌劇を支えたメロディーメーカーであり、「宝塚のモーツァルト」との異名も持つ。

## 略歴
和歌山県出身。大阪音楽大学を卒業後、1956年に作曲家として阪急電鉄（宝塚歌劇団）に就職する。1958年頃から公演の作曲家に名を連ね、劇団専属作曲家として本格的に活動を開始する。
同時期の入団だった演出家植田紳爾や柴田侑宏などの作品に多くの楽曲を提供、大ブームになった『ベルサイユのばら』の主題歌「愛あればこそ」、『風と共に去りぬ』の「明日になれば」など300舞台作品中の約3000曲を手がけた。現在でも宝塚で歌い継がれている曲の多くが彼の作品である。
歌劇団以外でも大阪万博・国際花と緑の博覧会などの開会式音楽や、美空ひばり主演舞台作品なども手がけるなど、幅広く活躍した。
歌劇団理事にも就任するなど、長年舞台を彩ってきた功績から歌劇団内での影響力は絶大だった一方、生徒間では「寺田先生とのレッスンは絶対に2人以上で受けなくては」との伝言が言い交わされるほど、寺田から生徒たちへのセクシャルハラスメントが問題となっており、寺田の放埓な行状は歌劇団内では公然の秘密であったという。
1999年、当時未成年のタカラジェンヌ（宮本真希は寺田との一件で宝塚を退団）への暴行未遂疑惑など、寺田のそれまでの数々の不品行が『週刊朝日』の記事により明るみに出た。この事件による歌劇団のイメージ低下に関し問責される形で、寺田は理事職を解任され、幹事に降格と同時に謹慎処分となった。
翌2000年、作曲活動に復帰し、3月には自身の作曲家生活40周年記念コンサートを開催した。宝塚OGも多数参加する華やかなものであった。しかし同年、作曲を手がけた『凱旋門』宝塚大劇場公演中の7月17日に交通事故に遭い、30日に多臓器不全のため他界した。享年69。「凱旋門」が遺作となった。
2010年7月23日、没後10周年記念『寺田瀧雄メモリアルコンサート〜歌い継がれて〜』が東京宝塚劇場で開催され、眞帆志ぶき、初風諄、榛名由梨、汀夏子、鳳蘭などの歴代のトップスターOGをはじめ、現役生では轟悠が出演し、寺田の楽曲を全64曲を歌い、故人を偲んだ。
寺田の死後、長年協働した演出家・植田はインタヴューに答えた際、寺田を偲ぶ趣旨で「彼は僕や柴田君の作品について、演出家が好み、求める音楽を知り尽くしていた。彼が書いてくれた作品で書き直しを頼んだことは一遍もないです」と、寺田の作曲家としての職人技を高く評価している。
2014年、『宝塚歌劇の殿堂』最初の100人のひとりとして殿堂表彰される。

## 主な作品

### 宝塚歌劇
※年の記載は初演のみ。
- 「さくら権八」1960年、『春の踊り～日本の恋の物語』
- 「ボン・ビアン・パリ」（1965年、『ボン・ビアン・パリ』）
- 「歌を翼に」（1965年、『ラ・グラナダ』）
- 「俺はゴンドラの船頭」1966年、『わが歌君がため』
- 「世界はひとつ」（1967年、『世界はひとつ』）
- 「おーい春風さん」1967年、『おーい春風さん』
- 「櫻の舞」1968年、『舞三代』
- 「もののふの詩」1968年、*『メナムに赤い花が散る』
- 「小さなヒースの花」(1969年、『嵐が丘 (宝塚歌劇)』)
- 「さよならタカラヅカ」（1970年、「ドリーム・ア・ドリーム」[5]
- 「アマール・アマール」（1971年、『ノバ・ボサ・ノバ』）
- 「いのちある限り」（1971年、『いのちある限り』)
- 「我が愛は山の彼方に」（1971年、『我が愛は山の彼方に』）
- 「小さな花がひらいた〜もう涙とはおさらばさ」（1971年、『小さな花がひらいた』）
- 「愛！」(1972年、『ポップ・ニュース』）
- 「愛におののく花」1972年、『ザ・フラワー』作詞：菊田一夫
- 「パレード・タカラヅカ」（1973年、『パレード・タカラヅカ』）
- 「愛の宝石」（1973年、『ラ・ラ・ファンタシーク』）
- 「この恋は雲の涯まで」 （1973年、『この恋は雲の涯まで』）
- 「はじめての口づけ」1973年 、『ラブ・ラバー』
- 「ファニー・フィーリング」（1973年、『ファニー・フィーリング』）
- 「愛あればこそ」／「青きドナウの岸辺」／「ばらベルサイユ」／「愛の巡礼」／「心の人オスカル」／「駆けろペガサスの如く」（1974年、『ベルサイユのばら』）
- 「白い花がほほえむ」（1975年、『ラムール・ア・パリ―サラ・ベルナールの恋―』）
- 「紫に匂う花」（1976年、『あかねさす紫の花』）
- 「瞳の中の宝石」（1976年、『バレンシアの熱い花』）
- 「生きるときめき」（1976年、『星影の人』）
- 「夢人」(1977年、『ザ・レビュー』）
- 「明日になれば」／「真紅に燃えて」／「愛のフェニックス」／「さよならは夕映えの中で」（1977年、『風と共に去りぬ』）
- 「セ・マニフィーク」（1977年、『セ・マニフィーク』）
- 「僕の愛」「マリオネット」1977年、『ル・ピエロ』
- 「セ・シャルマン」（1978年、『セ・シャルマン』）
- 「幸せの鐘の鳴る日」 1978年、『誰がために鐘は鳴る』
- 「ジャカランダの花の下で」（1979年、『花影記』作詞：平岩弓枝）
- 「白夜わが愛」／「さまよい人の詩」1979年、『白夜わが愛』作詞：五木寛之
- 「春風の招待」1979年、『春風の招待』
- 「花の舞拍子」（1980年、『花の舞拍子』）
- 「炎の妖精」／「別れのフラメンコ」1980年、『去りゆきし君がために』
- 「彷徨のレクイエム」（1981年、『彷徨のレクイエム』）
- 「永遠」（1982年、『永遠物語』・無法松の一生）
- 「エーゲ海に想いを」（1982年、『エーゲ海のブルース』）
- 「夜明けの序曲」 （1982年、『夜明けの序曲』）
- 「この時この愛を」（1982年、『情熱のバルセロナ』）
- 「ある愛の伝説」（1983年、『オペラ・トロピカル』）
- 「うたかたの恋」（1983年、『うたかたの恋』）
- 「オルフェウスの窓」／「ユリウスお前こそ」1983年、『オルフェウスの窓』
- 「琥珀色の雨にぬれて」（1984年、『琥珀色の雨にぬれて』）
- 「沈丁花の細道」（1984年、『沈丁花の細道』）
- 「纏しぐれ」（1984年、『千太郎纏しぐれ』
- 「花夢幻」（1985年、『花夢幻』
- 「そして、今」（1985年、『アンド・ナウ!』
- 「エル・アモール」（1985年、『哀しみのコルドバ』）
- 「花風吹」（1987年、『紫子』）
- 「生命こそ愛！」（1988年、『戦争と平和』）
- 「タカラヅカ行進曲」（1988年、『宝塚をどり讃歌'88』）
- 「炎のボレロ」（1988年、『炎のボレロ』）
- 「ビバ！シバ！」（1988年、『ビバ!シバ!』）
- 「ジタン・デ・ジタン」（1989年、『ジタン・デ・ジタン-夢狩人-』）
- 「愛の面影」（1990年、『ベルサイユのばら-フェルゼン編-』）
- 「川霧の橋」（1990年、『川霧の橋』）
- 「黄昏色のハーフムーン」（1990年、『黄昏色のハーフムーン』）
- 「パラダイス・トロピカーナ」（1990年、『パラダイス・トロピカーナ』）
- 「スイート・タイフーン」 （1991年、『スイート・タイフーン』）
- 「ブレイク・ザ・ボーダー！」（1991年、『ブレイク・ザ・ボーダー』）
- 「熱い想いのヴェネチア」／「白い綾絹の君」（1991年、『ヴェネチアの紋章』）
- 「ジャンクション24」／「Dance with Me」（1991年、『ジャンクション24』）
- 「花白蘭」／「大いなる落日」（1991年、『紫禁城の落日』）
- 「ワン・ナイト・ミラージュ」（1992年、『ワンナイト・ミラージュ』）
- 「花に散り雪に散り」（1992年、『忠臣蔵』）
- 「ミリオン・ドリームズ」（1993年、『ミリオン・ドリームズ』）
- 「TAKARAZUKA・オーレ!」（1994年、『TAKARAZUKA・オーレ!』）
- 「あなたがいるから」（1997年、『仮面のロマネスク』）
- 「いのち」／「雨の凱旋門」（2000年、『凱旋門』）

### コンサート
- 「The Hit Parade Takarazuka “愛” 寺田瀧雄作曲家生活40周年記念コンサート」（2000年3月1日：東京厚生年金会館、3月3日：宝塚大劇場）
- “愛”寺田瀧雄 メモリアルコンサート Unforgettable Songs of TAKARAZUKA（2003年7月：メルパルクホール(東京郵便貯金ホール)）
- 没後10周年記念「寺田瀧雄メモリアルコンサート」～歌い継がれて～（2010年7月23日：東京宝塚劇場）
- 「寺田瀧雄 没後20年メモリアルコンサート All His Dreams “愛”」（2021年6月26・27日：梅田芸術劇場メインホール、7月1・ 2日：Bunkamuraオーチャードホール）

### その他
- 第18回宝塚ミラーボール リサイタル～寺田瀧雄の世界（1980年8月25・26日）
- サントリーから1977年に発売され、当時星組トップスターだった鳳蘭がCMに出演し、CM内で歌った「赤玉パンチ」のテーマ曲も寺田の手によるものである。

## 関連音源
- 麻鳥千穂「ドリーム・ア・ドリーム/さよならタカラヅカ」（1970年、EPレコード/SAS-1447B）
- 布施明 『ラブ・ドリームス・アンド・ティアーズ（あなたに贈る愛と夢と涙 寺田瀧雄作品集）』（LP：1978年、CD：2015年）
  1. アマール・アマール
  2. 白い花がほほえむ
  3. 愛の宝石
  4. 愛!
  5. 愛あればこそ
  6. パレード・タカラヅカ
  7. さよならは夕映えの中で
  8. 夢人(ゆめびと)
  9. 幸せの鐘の鳴る日
  10. さよならタカラヅカ
- 第18回宝塚ミラーボール リサイタル～寺田瀧雄の世界（1980年8月25・26日公演実況録音（40AH-1113/4・LP2枚組）
- 寺田滝雄 作品集 ｢愛」（CD/TCAC-56B）